# Okręg wyborczy Manchester Rusholme
Okręg wyborczy Manchester Rusholme powstał w 1918 r. i wysyłał do brytyjskiej Izby Gmin jednego deputowanego. Okręg obejmował dzielnicę Rusholme w Manchesterze. Został zlikwidowany w 1950 r.

## Deputowani do brytyjskiej Izby Gmin z okręgu Manchester Rusholme
- 1918–1919: Robert Burdon Stoker, Partia Konserwatywna
- 1919–1923: John Henry Thorpe, Partia Konserwatywna
- 1923–1924: Charles Masterman, Partia Liberalna
- 1924–1933: Frank Merriman, Partia Konserwatywna
- 1933–1944: Edmund Ashworth Radford, Partia Konserwatywna
- 1944–1945: Frederick William Cundiff, Partia Konserwatywna
- 1945–1950: Hugh Lester Hutchinson, Partia Pracy